# Пълзящо растение
Пълзящите (увивните) растения са растения, които не се издигат високо над земята поддържани от собственото си стъбло, но могат да се изкачват нагоре като например се увиват около други растения и подпори или използват неравности по скали, фасади на сгради и т.н. за да се прикрепят към тях. Широкоизвестни многогодишни пълзящи растения са лозата и бръшляна. Някои видове растения винаги растат като пълзящи, докато други като бръшляна растат като ниски храсти ако нямат по какво да се изкачват или като пълзящи, когато има по какво.